# Q Division Records

Q Division Records es un sello discográfico independiente de Somerville (Massachusetts) fundado en 1995.

## Artistas
- Merrie Amsterburg
- Flying Nuns
- Francine
- Gigolo Aunts
- Loveless
- Rachael Cantu
- Anne Heaton
- Eli "Paperboy" Reed & The True Loves
- The Gravel Pit
- The Right Ons